# Bud Houser
Bud Houser (Winigan, Missouri, SAD, 25. rujna 1901. – Gardena, Kalifornija, SAD, 1. listopada 1994.) je bivši američki bacač diska i kugle te olimpijski pobjednik u tim disciplinama.
Houser se još kao srednjoškolac natjecao u nacionalnom atletskom prvenstvu u bacanju kugle. Ondje je ostvario šest pobjeda i svaki puta je rušio državni rekord čime je postao najuspješnijim natjecateljem ikad. Tako je tri godine uzastopno dobivao nagradu za atletičara godine. U to vrijeme je razvio i vlastiti stil bacanja diska kojeg su kasnije kopirali mnogi atletičari. 
Na Olimpijadi 1924. u Parizu, Bud Houser je postao olimpijski pobjednik u bacanju kugle i diska. Time je postao posljednji atletičar koji je na jednoj olimpijadi osvojio zlato u te dvije discipline. Nakon toga bio je nacionalni prvak u bacanju diska 1925., 1926. i 1928. U sveučilišnom dvoboju protiv Stanforda, Houser je 3. travnja 1926. postavio novi svjetski rekord u bacanju diska. Tada je bacio disk 48,20 m.
1928. godine sportašu je dodijeljena čast nošenja američke zastave na otvaranju Olimpijskih igara u Amsterdamu. Ondje je uspio obraniti naslov olimpijskog pobjednika.
Završetkom sportske karijere, Houser je postao stomatolog s ordinacijom u Hollywoodu. Stadion u njegovoj srednjoj školi Oxnard (izvorni i kasniji novoizgrađeni) je nazvan po njemu. Također, uveden je u nacionalnu atletsku kuću slavnih kao i atletsku kuću slavnih okruga Ventura.

## Olimpijske igre

### OI 1924. / OI 1928. (bacanje diska)
| RANG | Natjecatelj     | RANG   | Natjecatelj     | RANG  |
| ---- | --------------- | ------ | --------------- | ----- |
|      | Bud Houser      | 46,155 | Bud Houser      | 47,32 |
|      | Vilho Niittymaa | 44,95  | Antero Kivi     | 47,23 |
|      | Thomas Lieb     | 44,83  | James Corson    | 47,10 |
| 4.   | Gus Pope        | 44,42  | Harald Stenerud | 45,80 |
| 5.   | Ketil Askildt   | 43,405 | John Anderson   | 44,87 |

### OI 1924. (bacanje kugle)
| RANG | Natjecatelj     | Udaljenost |
| ---- | --------------- | ---------- |
|      | Bud Houser      | 14,995     |
|      | Glenn Hartranft | 48,47      |
|      | Ralph Hills     | 14,64      |
| 4.   | Hannes Torpo    | 14,45      |
| 5.   | Norman Anderson | 14,25      |

## Vanjske poveznice
- Sports-reference.com - Bud Houser  Arhivirana inačica izvorne stranice od 17. travnja 2020. (Wayback Machine)